# 5935 Останкіно
5935 Останкіно (5935 Ostankino) — астероїд головного поясу, відкритий 13 березня 1977 року.
Тіссеранів параметр щодо Юпітера — 3,364.